# パワーソング
『パワーソング』はシャ乱Qの14枚目のシングル。1997年8月21日にBMGジャパンから発売された。

## 内容
シャ乱Q主演映画「シャ乱Qの演歌の花道」主題歌。表題曲のバラードは11枚目の「涙の影」以来。本曲で「第48回NHK紅白歌合戦」に3年連続3回目となる出場を果たした。「シングルベッド」以来、レーベルが3年ぶりにRCAに戻った。

## 収録曲
全編曲：シャ乱Q
1. パワーソング
作詞・作曲：つんく
2. さよならナンシー
作詞：まこと
作曲：はたけ
3. パワーソング(inst.)

## 収録アルバム
- 孤独 (#1)
- ベストアルバム おまけつき '96〜'99 (#1)
- BEST OF HISTORY (#1)
- シャ乱Qハタチのベスト・アルバムDVDつき (#1)
- GOLDEN☆BEST シャ乱Q (#1,2)